# نقص بیوتینیداز
نقص بیوتینیداز (به انگلیسی: Biotinidase deficiency) نوعی اختلال متابولیک است که طی آن بیوتین نمی‌تواند از پروتئین‌های موجود در رژیم غذایی یا طی بازگردش پروتئین‌های بدن آزاد شود.

## علائم بالینی
- زمان تولد: طبیعی.
- دوره نوزادی، شیرخوارگی یا کودکی: اغلب موارد پس از ۶ ماهگی با علائم پوستی یا تشنج بروز می‌کنند. ضایعات پوستی معمولاً پراکنده بوده اما ممکن است تمامی پوست دچار قرمزی و پوسته ریزی باشد. این ضایعات با بروز ترک‌های اطراف منافذ بدن همراه است و ممکن است التهاب شدید پلک‌ها و ملتحمه یا قرنیه و ملتحمه نیز دیده شود. زخم قرنیه، التهاب اطراف دهان، التهاب زبان و التهاب پوست اطراف پرینه از جمله درماتیت قرمز رنگ در اطراف چشم‌ها و دهان همراه با ترک گوشه لب‌ها می‌تواند مشاهده شود. ممکن است درماتیت از نوع سبورئیک نیز وجود داشته باشد. اغلب کاندیدیازیس پوستی مخاطی و نقص ایمنی لنفوسیتهای B و T نیز وجود دارد. نداشتن موها معمولاً کامل نیست و ممکن است فقط به صورت کم بودن موهای سر، ابرو یا مژه یا ریزش موها به‌طور مادرزادی یا دردوره شیرخوارگی رخ دهد. حملات راجعه اسیدوز، کتوز و ارگانیک اسیدوری نیز رخ می‌دهد که با کاهش درجه حرارت، کاهش شدید تونوس عضلانی، عدم رفلکس‌های تاندونی و اغماء تظاهر می‌کند. حملات اسیدوز در زمان عفونت حاد ممکن است بروز کند. علائم عصبی از تظاهرات عمده بیماری بوده و شامل عدم تعادل است که ممکن است مانع راه رفتن شود یا متناوب باشد. سایر علائم شامل بروز ترمور با فعالیت اندام، در ۷۰٪ موارد تشنج که ممکن است تنها تظاهر بیماری بوده و فراوان، متناوب یا همراه تب، معمولاً فراگیر یا میوکلونیک باشد، اسپاسم شیرخوارگی، تأخیر تکامل، کاهش تونوس عضلانی در ۵۰٪ موارد، دم صدادار یا تنفس سخت و آپنه، کاندیدیاز پوستی مخاطی مزمن، پسرفت روانی حرکتی، علائم بولبر، ضعف اسپاستیک همه اندام‌ها و افزایش رفلکس‌های تاندونی است. در تعدادی از بیماران اختلالات عصبی سندرم لای ممکن است دیده شود. از علائم دیررس این دوره بروز اختلال عصبی حسی در اعصاب بینایی و شنوایی است که ممکن است منجر به نزدیک بینی شدید و ناشنوایی شود.
- دوران کودکی و نوجوانی: ضعف اسپاستیک اندام‌های تحتانی، آتروفی پیشرونده عصب بینایی و از دست دادن حاد بینایی در طی ابتلا به بیماری حاد عفونی.

## نقص آنزیمی
نقص در آنزیم بیوتینیداز.

## توارث ژنتیکی
اتوزوم مغلوب.

## میزان بروز
یک مورد درهر ۶۰ هزار تولد زنده.

## روش تشخیص
- اسیدهای آلی ادرار: افزایش اسید ۳متیل کروتونیل گلیسین، اسید ۳ هیدروکسیایزووالریک، اسید ۳ هیدروکسی پروپیونیک و متیل سیترات.
- خون: افزایش اسید لاکتیک.
- مایع مغزی نخاعی: لاکتات، پیرووات و ۳ هیدروکسی ایزووالرات بالا.
- در طی حمله حاد بیماری دردوره شیرخوارگی: افزایش آمونیاک خون.
- بررسی آنزیم: در سرم.

## تشخیص افتراقی
- ضایعات پوستی و ضایعات اطراف منافذ بدن در آکرودرماتیت انتروپاتیکا.
- دیسپلازی اکتودرمی.

## درمان
با مصرف ۱۰ میلی‌گرم بیوتین روزانه علائم پوستی، ضعف اسپاستیک همه اندام‌ها و موهای ریخته شده در شیرخوارگی بهبود می‌یابد. در نوجوانی پس از ماه‌ها درمان با بیوتین، بهبود علائم اکستراپیرامیدال و حدت بینایی مشاهده شده‌است. نقص ایمنی نیز بدرمان پاسخ می‌دهد. در یک بیمار رفع ضایعات پوستی و آلوپسی بدنبال تجویز اسیدهای چرب غیر اشباع رخ داده‌است، چون احتمالاً استیل کوآکربوکسیلاز در تولید اسید فولیک مورد نیاز بوده و در این نقص نیز درگیر می‌شود.

## عوارض
صدمه عصب بینایی و عصب شنوایی با درمان قابل برگشت نمی‌باشد.

## تشخیص قبل از تولد
ندارد.

## نکته‌ها
- نکته یک: درهر بیماری که تشنج بدون توضیح دارد، آنزیم بیوتینیداز بایستی بررسی شود.
- نکته دو: در تشخیص افتراقی آکرودرماتیت انتروپاتیکا و دیسپلازی اکتودرمی، نقص آنزیم بیوتینیداز مد نظر باشد.
- نکته سه: در هر بیمار مبتلا به اسیدمی لاکتیک بدون توضیح، آنزیم بیوتینیداز بایستی بررسی شود.